# Anna Vodná
Anna Vodná, rozená Gebre Selassie, (* 3. června 1991 Třebíč) je česká házenkářka, která od roku 2009 působila v týmu DHK Zora Olomouc. Hraje na pozici spojky.
Dcera Etiopana a Češky se narodila v Třebíči a vyrostla ve Velkém Meziříčí. Anna hrála v české reprezentaci házené, odehrála celkem 14 zápasů. Je sestrou fotbalisty Theodora Gebre Selassie. V roce 2012 nafotila se spoluhráčkami z týmu DHK Zora Olomouc kalendář.
Později[kdy?] přešla do SHK Veselí nad Moravou, od roku 2017 nějaký čas působila jako asistentka trenéra, než se vrátila k aktivnímu hraní. V červnu 2018 se vdala za ligového hokejistu Michala Vodného, se kterým má syna Alexe. Vedle hráčské kariéry působí na velkomeziříčském gymnáziu jako učitelka biologie a tělesné výchovy, jež vystudovala na Univerzitě Palackého v Olomouci.